# T Coronae Borealis
Binaire spectroscopique,
Binaire symbiotique
Nova récurrente
T Coronae Borealis (T CrB) est une étoile binaire symbiotique située à environ environ 806 pc (∼2 630 al) de la Terre dans la constellation de la Couronne boréale.

## Cycle

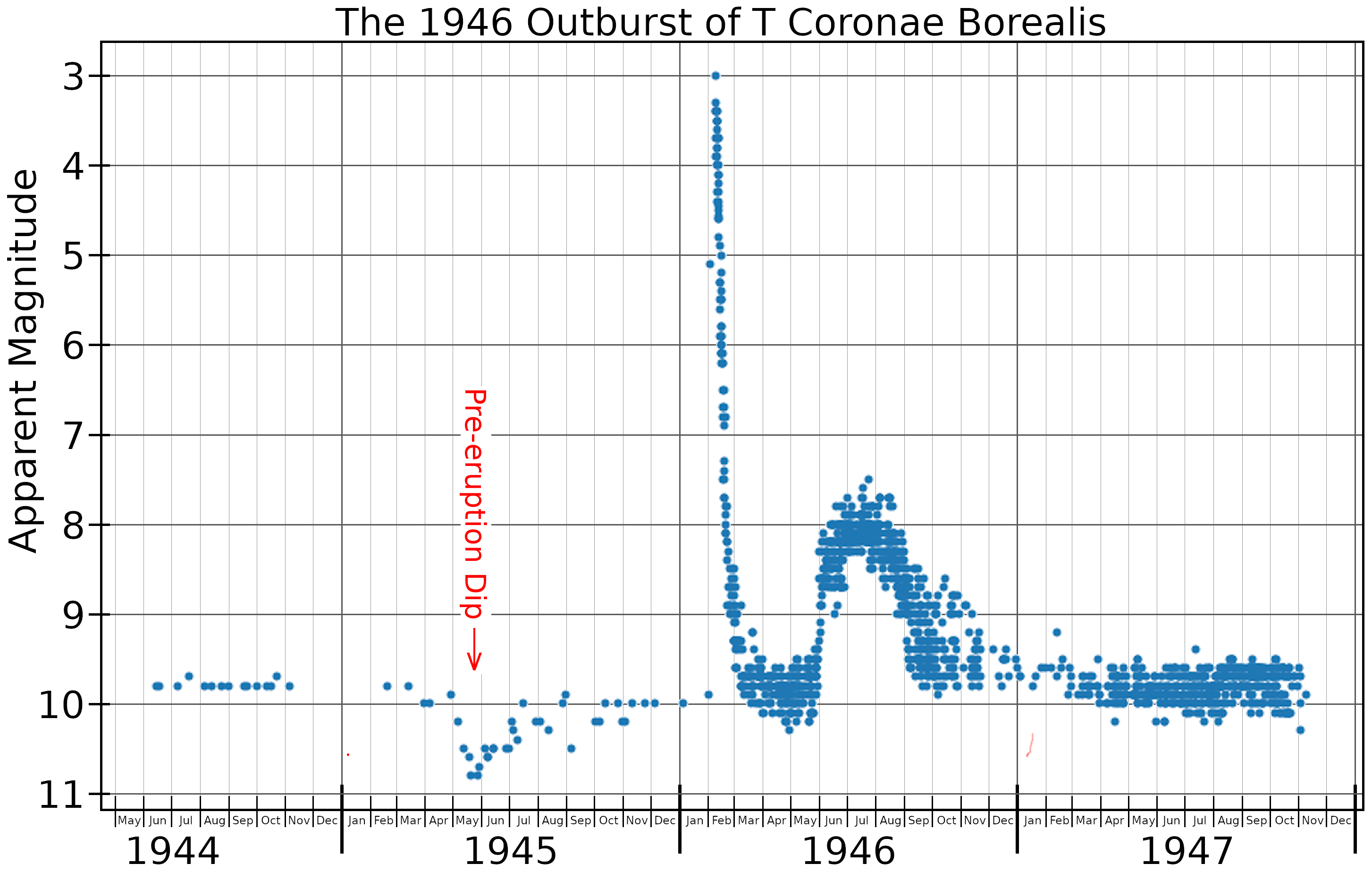
Graphique des magnitudes de T Coronae Borealis durant l'augmentation de sa brillance en 1946.

T Coronae Borealis a en temps normal une magnitude d'environ 10 mais elle s'éclaira deux fois, en 1866 et en 1946, atteignant une magnitude de 2,0. Par recoupement avec de supposées observations plus anciennes de la nova, on estime que ce phénomène se reproduit suivant une période d'environ 80 ans.

### 1217
En 2023, Bradley E. Schaefer publie un article faisant état d'une illumination survenue en octobre 1217, certes bien avant l'identification de T Coronae Borealis comme étant une nova récurrente mais possiblement rapportée par la chronique de Burchard von Ursberg (de).

### 1787
Ce même article de Bradley E. Schaefer décrit l'observation du 20 décembre 1787 par Francis Wollaston.

### 1866
John Birmingham observe l'éruption suivante le 12 mai 1866, l'étoile passant rapidement de la magnitude 9,5 à 2,3. Elle atteint ainsi la magnitude absolue de −8,7 équivalente à 230 000 L☉. Neuf jours après, elle n'est plus visible à l'œil nu.

### 1946
Le matin du 9 février 1946, l'astronome américain Armin Joseph Deutsch de l'Observatoire Yerkes observe l'explosion à nouveau. Elle atteint, cette fois, une magnitude apparente de 3,2 et une magnitude absolue de −8,4, équivalentes à 180 000 L☉.

### 2025?
En mars 2023, on constate une baisse significative de la luminosité de T Coronae Borealis. Une telle atténuation s'était produite l'année précédant l'explosion de 1946 ; cela permet de supposer un rebond dans un délai similaire d'un peu plus d'un an. En février 2024, la NASA envisage que le phénomène aurait lieu d'ici à septembre 2024.
Depuis lors, la date d'éruption prévue est autour du 27 mars 2025 ou du 10 novembre 2025 ou même plus tard.